# Lasianthus singalensis
Lasianthus singalensis är en måreväxtart som beskrevs av Friedrich Anton Wilhelm Miquel. Lasianthus singalensis ingår i släktet Lasianthus och familjen måreväxter.
Artens utbredningsområde är Sumatera. Inga underarter finns listade i Catalogue of Life.